# Rome: Total War
Rome: Total War (с англ. — «Рим: Тотальная война») — 4X-глобальная стратегическая компьютерная игра, сочетающая жанры пошаговая стратегия и тактика в реальном времени. Третья игра серии Total War, в которой игроку предлагается возглавить одну из фракций Древнего Рима в период Республики с 270 года до н. э. (поражение последних апеннинских врагов Рима) до 14 года (смерти Октавиана Августа). Игра была разработана студией Creative Assembly и выпущена 22 сентября 2004 года. Демоверсия игры, выпущенная 23 августа 2004 года и доступная для свободной загрузки, содержала воссозданную битву при Требии, в которой игроку предлагалось взять на себя роль Ганнибала. Feral Interactive выпустил игру для macOS 5 февраля 2010 года, и для iPad — 11 ноября 2016 года. Обновление приложения для iPad, вышедшее 1 июня 2017 года, включало языковой пакет для русского языка. Версия игры для iPhone вышла 23 августа 2018 года.
19 декабря 2018 года игра вышла на платформе Android.
Подобно предыдущим играм (Shogun: Total War, Medieval: Total War), Rome представляет собой пошаговую глобальную стратегию с тактическими боями в реальном времени.
До релиза игры её движок был использован в двух сериях телевизионных программ: в Decisive Battles от History Channel, где с помощью него были показаны известные исторические сражения, и в Time Commanders от BBC Two, где он также использовался для моделирования ключевых моментов сражений древней эпохи. Движок игры прекрасно подходит для моделирования исторических сражений.
25 марта 2021 года был анонсирован ремастер под названием Total War: ROME REMASTERED, который вышел 29 апреля этого же года.

## Особенности и отличия от предыдущих частей
- Игра примечательна масштабными сражениями, в которых участвуют тысячи воинов. Такие эпические битвы стали возможны благодаря высокотехнологичному графическому движку, способному детально прорисовывать более тридцати тысяч человек в одном сражении (впервые были использованы трёхмерные модели воинов, тогда как в предыдущих частях применялись спрайты).
- Интеграция отображения стратегического и тактического режимов — местность, на которой армии встречаются в стратегическом режиме, внешне соответствует ландшафту при переходе в тактический режим.
- Раньше юниты перемещались по стратегической карте по провинциям (перемещение происходило только в прилегающие провинции), теперь они могут свободно передвигаться по карте и имеют очки передвижения (некоторые юниты ходят быстрее, чем другие, например всадники).
- Появилась так называемая «свита генерала», представителей которой можно перебрасывать от одного полководца к другому. Фактически свита представляет собой «перемещаемые» отличительные черты.
- Теперь не нужно самостоятельно заключать браки — время от времени претенденты появляются автоматически.

## Игровой процесс
Геймплей остался традиционным для игр серии Total War. Игровой процесс разбит на две составляющие: стратегическая и тактическая. Стратегическая составляющая протекает на карте Европы, Западной Азии и Северной Африки (см. изображение) времён Римской республики. Игра начинается в 270 г. до нашей эры, а заканчивается в 14 г. нашей эры. Игра состоит из ходов: каждый ход — половина года. В игре смоделирован ряд исторических событий, некоторые из которых косвенно влияют на игровой процесс. Часть событий случайна, часть привязана к определённому промежутку времени. В течение хода игрок может выполнить ряд действий: приказать строить здание или набрать отряд в городе, улучшить характеристики имеющихся отрядов, передвинуть агентов, начать дипломатию, шпионаж, двигать армии. Последнее — самое важное во всей стратегической части. Вообще, Rome: Total War стал более военной стратегией по сравнению со своими предшественниками по серии. Цель стратегической части — захватить Рим и 50 провинций (в имперской кампании) или уничтожить какую-либо определённую фракцию (или фракции) и захватить пятнадцать провинций (в короткой кампании).
Тактическая часть — бои в реальном времени с участием тысяч и даже десятков тысяч солдат. Главная задача любого тактического сражения — победить противника (обратить в бегство или уничтожить всех солдат противника).

### Настройки и уровень сложности
Настройки игры влияют на игровой процесс через численность отряда. Всего в игре предусмотрено 4 варианта численности отряда — малый (20 человек пехоты); средний (40 человек); большой (80 человек) и огромный (160 человек). По умолчанию игра выбирает численность отряда в зависимости от производительности компьютера. У стрелков с повышением численности отряда повышается кучность стрельбы. Фаланга становится длиннее и её тяжелее окружить. Малый размер отряда выгоден для конницы и слонов (могут с первого удара уничтожить треть отряда и треть сбить с ног). Также существуют настройки определяющие сложность моделирования боя (учёт боевого духа, усталости и т. п.)
Уровни сложности определяются раздельно для стратегического режима и для тактического. Тактический определяет преимущество (моральное) стороны в битве. Лёгкий — игрока над компьютером (ИИ), средний — равны, высокий — компьютера над игроком, очень высокий — компьютер имеет ещё большее преимущество. В основном данные показатели важны для автоматизированных боёв (особенно для флота), где игрок не имеет возможность прямо влиять на ход сражения.
Стратегический уровень определяет степень повиновения населения в городах.

### Фракции
В Rome: Total War двадцать одна фракция.
Первоначально игроку для кампании доступны три римские фракции, которые почти аналогичны друг другу, за исключением некоторых юнитов и построек:
- Дом Юлиев. Легионерская пехота и вспомогательные союзные войска, ограниченное количество кавалерии. Города — Арреций, Аримин.
- Дом Брутов. Города — Тарент, Кротон.
- Дом Сципионов. Города — Капуя, Мессина.

Игра за них отличается тем, что они являются союзниками и вассалами четвёртой римской фракции — Сената и граждан Рима, и вынуждены выполнять её задания, чтобы получить влияние в Сенате и/или популярность в народе. После того, как ваша фракция становится достаточно развитой и влиятельной, она получает возможность восстать против Сената и свергнуть его, а также разбить остальные Дома.
Другие открываются в случае уничтожения их игроком:
- Карфаген. Гибкий выбор всех типов войск, а также мощные слоны Города — Карфаген, Фапс, Кордуба, Каралис, Пальма, Лилибей.
- Галлия. Сильная пехота для ближнего боя, но очень ограниченное количество кавалерии. Города — Алессия, Медиолан, Патавий, Нуманция, Кондате Редонская, Лемон, Нарбон Мартий.
- Египет. Хорошие копьеносцы и пешие стрелки, а также быстрая кавалерия и колесницы. Города — Александрия, Мемфис, Фивы, Иерусалим, Сидон, Саламис.
- Греческие города. Много фаланг гоплитов (включая спартанцев) и поддержка стрелков, но ограниченное количество кавалерии. Города — Спарта, Фермон, Пергам, Сиракузы, Родос.
- Германия. Воины с секирами и особые виды пехоты (берсерки) с небольшим количеством кавалерии. Города — Дамме, Поселение маркоманнов, Батаводур, Трир, Могонциак.
- Британия. Фанатичная варварская пехота и быстрые колесницы. Города — Лондиний, Эборак, Дева, Самаробрива.
- Парфия. Кавалерия, включающая конных стрелков и хорошо защищенных катафрактариев, слабая пехота. Города — Арсакия, Сузы, Сакия.
- Империя Селевкидов. Мощные фаланги, тяжелые конники-катафрактарии и слоны. Города — Антиохия, Селевкия, Тарс, Сарды, Дамаск, Хатра.

Следующие фракции являются неиграбельными в кампании, однако могут быть открыты через редактирование файлов игры:
- Македония. Фаланги гоплитов и сариссофоров плюс мощная кавалерия. Города — Фессалоники, Ларисса, Коринф, Билазора.
- Армения. Конные стрелки, включающие бронированных катафрактариев, но мало типов пехоты. Города — Артаксарта, Котаис.
- Понт. Гибкая армия, состоящая из легкой пехоты, фаланг, тяжелой кавалерии и колесниц. Города — Синопа, Мазака.
- Нумидия. Легкая пехота, способная сражаться в пустыне и неплохой выбор кавалеристов, включая наездников на верблюдах. Города — Цирта, Тингий, Сива, Диммидий.
- Скифия. Большой выбор наездников и стрелков, но почти нет пехотинцев. Города — Поселение скифов, Танаис, Сарматия, Алания.
- Дакия. Варварская пехота ближнего боя, включающая фалксменов и небольшое количество кавалерии. Города — Поролисс, Поселение язигов.
- Фракия. Множество фаланг гоплитов и варварских специалистов по ближнему бою, но ограниченное количество кавалерии. Города — Тилис, Поселение гетов.
- Испания. Отличная смесь фанатичных варваров и организованной пехоты с незначительной поддержкой кавалерии. Города — Астурика, Новый Карфаген, Оска, Скаллабис.

Следующие фракции также могут быть открыты через редактирование файлов, однако игра за них может быть нестабильна и даже приводить к вылетам.
- Сенат и граждане Рима — владеет единственной провинцией со столицей в Риме и не расширяется.
- Повстанцы

Все фракции могут иметь один из 6 видов отношений между собой, от союза с правом прохода армии до войны. Возможен «протекторат» — соглашение о вассальной зависимости одной фракции над другой. Чаще всего протекторат заключается при войне двух фракции, а точнее в ситуации, когда одна из них на грани уничтожения. В случае протектората фракция становится союзником, но при этом часть ваших денег перетекает вашим вассалам.
В самом начале игры все фракции нейтральны по отношению друг к другу — кроме римских, которые состоят друг с другом в союзе, а также повстанцев, которые воюют со всеми, кроме фракции Сенат и граждане Рима. Все переговоры осуществляются через дипломата — его необходимо перемещать по карте, а также прокачивать влияние, чтобы увеличить шансы успешного завершения переговоров.

Окно персонажа для галльского члена семьи

Каждая фракция начинает с определённым набором членов семьи. Среди них есть «лидер фракции» и «будущий лидер фракции». Эти звания отображаются в окне персонажа, как характеристики. По умолчанию будущий лидер фракции выбирается автоматически, но при желании его можно назначать, однако у принца, лишённого наследства, уменьшаются некоторые характеристики. В начале игры все члены семьи происходят от лидера фракции и его жены, у которых есть дети и внуки. Для контроля игрока доступна только мужская часть семьи достигшая совершеннолетия (16 лет). В этом случае мальчик получает собственных телохранителей и становится полноценным генералом, который может командовать армией, набирать наёмников или быть губернатором в городе. В отличие от предыдущей игры серии, браки совершаются автоматически, и вмешательство игрока заключается лишь в выборе женихов для дочерей. Зятья равноправны сыновьям.
У каждого члена семьи есть характеристики описывающие его способности в командовании и управлении. Также есть навык «влияние», которое отвечает за спокойствие населения в городах и количество телохранителей у генерала. Римлянам, кроме того, доступны должности в сенате, которые также являются отличительными чертами. Кроме того, к генералу могут примкнуть различные люди, образующие его свиту. Свита имеет неограниченный срок жизни и способна переходить от одного генерала к другому (исчезает лишь со смертью генерала). Потеряв всех мужских дееспособных членов семьи, фракция уничтожается, а все её города и армии восстают и объявляют независимость.

### Экономика
Отказавшись от концепции лоскутной карты, Creative Assembly внесла понятие города. Потеряв все города, фракция уничтожается, а все её оставшиеся армии становятся повстанцами. Получить город можно тремя способами — захватив, подкупив, либо он перейдёт другой стране по итогам переговоров.
Если не следить за уровнем настроения граждан, поселение может взбунтоваться. В случае успешного восстания город переходит к той фракции, под влиянием культуры которой он находился дольше всего до присоединения к фракции поверженного правительства города. Если сильного влияния других фракций не было, — город провозглашает свою независимость. Положительное влияние на настроение граждан оказывают: своевременная постройка новой (в частности, административной) инфраструктуры, присутствие войск, высокий параметр влияния губернатора, наличие развлекательных построек, храмов и Чудес Света, игры, скачки, трактиры и т. д. Отрицательное влияние оказывают: бедность (плохая, не развитая инфраструктура), культурные различия, удалённость от столицы (последний пункт влияет ещё и на коррупцию). Также на правопорядок отрицательно влияет перенаселённость. Очень часто города с большим населением (20 тыс. и более) на высоких уровнях сложности становятся в принципе неуправляемыми.
Доход в городах складывается из нескольких составляющих: торговля, налогообложение, горное дело и сельское хозяйство. Торговля зависит от наличия в провинции ценных ресурсов, от уровня развитости рынков, портов и дорог и, для восточных фракций, от развитости торгового каравана. Также торговля зависит от наличия торговых соглашений. Горное дело возможно не во всех провинциях, а только там где есть возможность построить шахты. Сельское хозяйство зависит от плодородности провинции и от уровня построенных ферм. Развитое сельское хозяйство может привести к демографическому взрыву. На все эти составляющие также могут влиять личные качества губернатора и построенные храмы.
Накопленные средства тратятся на содержание армии, жалование генералам и агентам, наём армии, строительство новых зданий, коррупцию.
При достижении определённого уровня популярности у народа, или антипопулярности у Сената, римская фракция может разорвать союз и прочие отношения с другими римскими фракциями и даже вступить с ними в войну, начав тем самым гражданскую войну. Игрок может безболезненно разорвать союз с другими римскими домами, при наличии хороших отношений с Сенатом, но если он разорвёт союз с Сенатом, на следующий ход обязательно начнётся война сразу со всеми тремя фракциями.

### Боевая система
Каждая представленная фракция обладает оригинальным набором бойцов. Некоторые из них имеют реальные исторические прототипы, другие являются фантазией команды разработчиков (например, отряды катафрактариев на верблюдах и ужасные слоны Yubtseb амазонок).
Городские постройки позволяют нанимать различные типы юнитов. Казарма даёт возможность нанять пехотные соединения (есть исключения, например, рядовые отряды у скифов — конные стрелки, тренируемые в казармах); конюшня — кавалерийские и прочие юниты, в которых есть животные, например боевых псов или слонов у некоторых фракций; стрельбище — пеших стрелков, метательные машины. Порт-позволяет нанимать бирему, трирему, квинкирему (цивилизованные), декеру (Дом Сципионов, если построен храм Нептуна) или лодки (варварские). Чем выше уровень необходимой постройки, тем более продвинутые отряды становятся доступны игроку. При найме боевого отряда линейно сокращается число граждан города.
Армия состоит из отрядов. В одной армии может быть от одного до 20 отрядов. Несколько армий могут сражаться одновременно на поле боя, но в этом случае игрок должен принять решение будут ли они являться подкреплениями или будут действовать самостоятельно. Но может получиться и так, что одна из армий не успеет прибыть на поле боя, до его завершения.
Каждый юнит имеет свои показатели защиты и атаки, а также отличительные характеристики. У отрядов существуют такие показатели как численность, мораль и усталость. Также в сражениях отряд зарабатывает опыт, который отображается в виде лычек. Опыт отрядам можно поднять с помощью храмов. Улучшения оружия или брони даёт соответствующие плюсы. В осаждённом городе нанимать юнитов нельзя.
Кроме построений отрядов существует возможность создавать более крупные подразделения, объединяя отряды в группы в любой момент в битве. Отряды каждой группы можно выстроить одним из восьми способов, в один или два ряда, выдвигая кавалерию на фланги и т. п.
В игре существует возможность брать на службу наёмные отряды. Сделать это может член семьи, находящийся вне города. Заметным нововведением является доступность этих отрядов в любой части карты. Доступные для найма соединения зависят исключительно от географического местонахождения вашего генерала.
Наёмники, подобно обычным войскам, каждый ход требуют сумму на своё содержание. Так как наёмники не тренируются в городах, то невозможно пополнить численность наёмных отрядов, можно только объединять неполные отряды одинакового типа, а также улучшать их доспехи и оружие (если в городе есть соответствующие здания). Все наёмники одеты в зелёную одежду.
В игре существует возможность штурма оборонительных сооружений осаждаемого города или форта. Штурм осуществляют с помощью слонов (если стены деревянные) или осадных орудий, которые некоторые фракции могут нанимать как отряды, и большинство фракций могут построить в течение осады перед штурмом.
Нельзя проводить штурм, пока нет возможности преодолеть оборонительные сооружения (открыть ворота города с помощью шпиона, сломать ворота или часть стены или взобраться на высокие и широкие стены). Причём, если при штурме слоны или осадные орудия потеряют дееспособность до обеспечения прохода для других отрядов, осаждающие терпят поражение. Не все фракции способны тренировать отряды, которые в состоянии атаковать стены и ворота.
При штурме или вылазке осаждённых на тактической карте размещается весь город со своими постройками. Повреждения построек останутся после окончания битвы, их надо будет ремонтировать. В городе, около центра, размещается площадь, имеющая ключевое значение для победы в битве — кроме традиционного разгрома дееспособных юнитов, осаждающие могут попытаться выбить осаждённых с этой площади и удерживать её в течение трёх минут, тем самым обеспечив победу.
В начале битвы за город все стены, башни и ворота, а также центральная площадь принадлежат осаждённым. Слабые неширокие деревянные стены не позволяют перемещаться по ним, могут быть протаранены и не могут быть захвачены. Их небольшие башни стреляют только перед собой, отряды внутри города не обстреливаются. Ворота обычно закрыты (если их не открыл шпион) и открываются для тех, кто ими владеет — захватить ворота может любая сторона, подойдя к ним изнутри в отсутствие владельца ворот. Преследуя по пятам владельца ворот, в них может проскочить и враг.
Мощные стены с башнями позволяют отрядам пехоты перемещаться по стенам (но без особых построений типа фаланги), сходить вниз и подниматься по лестницам внутри башен. Стреляющие отряды имеют большие преимущества при обстреле наземных. Башни обстреливают сильным огнём также и ближние улицы города, и осадные сооружения с целью поджечь их. Захват башен и ворот производится только отрядами на стенах, в остальном для башен действуют те же правила захвата, что и для ворот в простых стенах, а укреплённые ворота можно захватить, только отбив две башни, охраняющие ворота. Отряд, находящийся в башне, повышает силу её огня. Наиболее укреплённые стены оборудованы трубами для слива кипящей смолы на головы подходящим в ворота врагам (происходит автоматически). Метательные орудия нельзя поднять на стены или провести через ворота, поэтому для обороняющихся они малополезны.
В отличие от стен, центральная площадь принадлежит осаждённым, если на ней есть хоть один человек из них, независимо от того, есть ли на площади осаждающие. Даже если на площади нет ни одного из противников, она возвращается осаждённым.
Если в параметрах игры выбрано ограничение времени на бой, то штурм и вылазка имеют существенное отличие — если в полевых боях и в штурме победа по времени присуждается обороняющимся, то при затянувшейся вылазке бой окончится ничьей — раненные с обеих сторон не могут быть подобраны и вылечены, и осада города остаётся, если только значительные потери среди осаждающих не заставят их армии разбежаться.
На стратегической карте имеются специальные юниты. Всего их три — дипломат, шпион и наёмный убийца. Они необходимы для выполнения специальных заданий.
- Дипломат — для заключения различных договоров с другими фракциями.
- Шпион — осуществляет разведку местности, даёт информацию о составе и численности армий других фракций, характеристиках их генералов и агентов, а также может ухудшать общественный порядок в поселении, куда он внедрён.
- Наёмный убийца — может ликвидировать генералов и агентов других фракций, производить акты саботажа в городах.

Свита персонажей не является агентом, но позволяет персонажу приобретать различные качества (как положительные, так и отрицательные); имитирует «живых» помощников, в окружении персонажа, под влияние которых он попал. Если перебрасывать свиту от одного персонажа к другому, то она может прожить хоть двести лет.

## Саундтрек
Саундтрек Rome: Total War был написан композитором Джеффом ван Диком (Jeff van Dyck) и выпущен Rennala Records в сотрудничестве с The Creative Assembly. На диске представлены расширенные версии треков из игры.
| - 1. Journey To Rome Part 1 - 2. Carthage Intro - 3. Warrior March - 4. Mayhem - 5. Barbarian Victory - 6. Rome HQ - 7. Eastern Intro - 8. Caesars Nightmare - 9. Enemy Is Near - 10. Imperial Conflict - 11. Lost Souls | - 12. Egyptian Intro - 13. Death Approaches - 14. Divinitus - 15. Contemplation* - 16. Drums Of Doom - 17. Roman Intro - 18. Army Of Drums - 19. Melee Cafe - 20. Arabic Victory - 21. Autumn - 22. Mobilize | - 23. Romantic Battle - 24. Barbarian Domination - 25. Arabic Winter - 26. Rome Total War - 27. Greek Intro - 28. Arabic Summer - 29. Soldiers Chant - 30. Journey To Rome Part 2 - 31. Roman Celebration - 32. Epic* - 33. Forever (Rome Total War) |

Замечание: Композиции, помеченные *, не вошли в игру.

## Дополнения
Для своих игр Creative Assembly обычно выпускает одно дополнение. Для Rome: Total War было выпущено два дополнения.
Спустя год вышло первое дополнение Rome: Total War — Barbarian Invasion. Оно посвящено падению Рима и разделению его на Западную и Восточную Империи. Действие игры протекало в IV веке нашей эры. Был обновлён состав фракций (с упором на варварские). На стратегической карте произошло сокращение количества городов и увеличение площади территорий отдельных провинций. Тактическая сторона также поменялась: стал доступен выбор времени атаки (в оригинальной игре все битвы начинались утром). За ночные битвы полководцы получали больше опыта. Лёгкая пехота научилась перебираться через реки вплавь. Также у всех городов теперь присутствовала официальная религия.
Второе дополнение Rome: Total war — Alexander, посвящённое походу Александра Македонского на Восток вышло спустя год после первого дополнения. В игре практически отсутствовали нововведения, был резко урезан ряд представителей фракций (добавилась одна — Индия) и убрана дипломатия. В итоге игра не смогла повторить успех своих предшественников и получила посредственные оценки.

### Версии издания
В России игра была официально издана компанией 1C в серии «Коллекция игрушек». Игра была выпущена на трёх CD. Позже было выпущено «Золотое издание», включавшее в себя оригинальную игру и первое дополнение, с установленными всеми патчами. «Золотое издание» было выпущено на DVD.

### Модификации
Так как разработчики оставили возможность изменять файлы игры, появилось большое количество модификаций Rome: Total War. В них, по сравнению с оригинальной версией, улучшена не только графическая часть, но и действия компьютерного противника на поле битвы. Реализовано также несколько тематических проектов, которые полностью изменили баланс и игровой процесс.

## Отзывы и мнения
| Сводный рейтинг             | Сводный рейтинг                                     |
| Агрегатор                   | Оценка                                              |
| --------------------------- | --------------------------------------------------- |
| GameRankings                | 91,75 %                                             |
| Иноязычные издания          |                                                     |
| Издание                     | Оценка                                              |
| GameSpot                    | Editor’s Choice, Strategy Game of 2004              |
| GameSpy                     | Editor’s Choice                                     |
| IGN                         | Editor’s Choice Award, 4th Best PC Game of all Time |
| PC Gamer (UK)               | All time 5th best PC game "95 %                     |
| PC Gamer (US)               | Editor’s Choice, Best Strategy Game of 2004         |
| The Adrenaline Vault        | Seal of Excellence                                  |
| X-Play                      | 5/5                                                 |
| E3 2003 Game Critics Awards | Best Strategy Game                                  |
| PC Powerplay                | 95 %                                                |
| Adrenaline Vault            | Seal of Excellence                                  |
| gameguru.ru                 | 90 %                                                |
| AG.ru оценка игроков        | 88 % (на 24,07,2008)                                |
| Русскоязычные издания       |                                                     |
| Издание                     | Оценка                                              |
| Absolute Games              | 95 % (Превосходно)                                  |
| «PC Игры»                   | 9,5/10                                              |
| «Игромания»                 | 8,5/10 и 6 место по итогам выбора игры 2004 года    |
| «ЛКИ»                       | 95 %; Награда — Корона                              |
| «Страна игр»                | 9/10                                                |

## Рецензии
Разработка игры широко освещалась в прессе. Официальный анонс произошёл в начале 2003 года, хотя разработка велась задолго до этого.
- Absolute Games поставил игре 95 % и наградил её «Выбором редакции». Обозреватель отметил прекрасное музыкальное оформление игры и интересный игровой процесс, историческую достоверность, битвы и дипломатию. Недостатков игры не было найдено. Вердикт: «Не оставив и крохи свободного пространства для критики, The Creative Assembly подготовила плодородную почву для размышлений о будущем игры: фракций слишком мало для столь обширного мира, а временной период можно растягивать до бесконечности… Одним словом, Rome — лучшая стратегия уходящего года. Настоящий и безоговорочный шедевр нашего времени»[16].
- Журнал Страна Игр поставил игре 9,0 баллов из 10. К достоинствам игры были отнесены сильный игровой процесс и нововведения в игровом процессе[17].

### Награды
- PC Gamer (США): Выбор Редактора, Лучшая Игра-Стратегии 2004
- GameSpot: Выбор Редактора, лучшая стратегическая игра 2004
- Adrenaline Vault: Печать Превосходства
- GameSpy: Выбор Редактора
- E3 2003 Награда Критиков: Лучшая стратегическая игра
- X-игра: 5 из 5
- PC Powerplay: 95 %

## Продажи
По данным NPD Group, Rome: Total War была 20-й самой продаваемой компьютерной игрой 2004 года. Она сохранила эту позицию в ежегодном графике продаж компьютерных игр NPD на следующий год. Только в Соединенных Штатах игра была продана тиражом 390 000 копий и заработала 16,8 миллиона долларов к августу 2006 года.